# Giuseppe Pezzella
Pour les articles homonymes, voir Pezzella.
Giuseppe Pezzella, né le 29 novembre 1997 à Naples, est un footballeur italien qui évolue au poste de latéral gauche à l'US Cremonese.

## Carrière
Giuseppe Pezzella est recruté par l'US Palerme à l'âge de quinze ans, via l'intermédiaire de Dario Baccin, le recruteur du club.

## Statistiques
| Saison                | Club                  | Championnat           | Championnat | Championnat | Coupe(s) nationale(s) | Coupe(s) nationale(s) | Total | Total |
| Saison                | Club                  | Division              | M.          | B.          | M.                    | B.                    | M.    | B.    |
| 2015-2016             | US Palerme            | Serie A               | 9           | 0           | 1                     | 0                     | 10    | 0     |
| Total sur la carrière | Total sur la carrière | Total sur la carrière | 9           | 0           | 1                     | 0                     | 10    | 0     |

## Palmarès
Il est finaliste de l'Euro des moins de 19 ans en 2016 avec l'Italie.